# James H. Brady
James H. Brady (Indiana megye, 1862. június 12. – Washington, 1918. január 13. vagy 1918. január 18.) az Amerikai Egyesült Államok szenátora (Idaho, 1913–1918).